# Lubuk Beringin (Muara Siau)
Lubuk Beringin is een bestuurslaag in het regentschap Merangin van de provincie Jambi, Indonesië. Lubuk Beringin telt 861 inwoners (volkstelling 2010).